# Семейство Суламиты
Семейство Суламиты — небольшое семейство астероидов, расположенное в главном поясе. Семейство названо в честь первого астероида, классифицированного в эту группу — (752) Суламита.

## Крупнейшие астероиды этого семейства
| Имя                  | Диаметр  | Большая полуось | Наклонение орбиты | Эксцентриситет орбиты | Год открытия |
| -------------------- | -------- | --------------- | ----------------- | --------------------- | ------------ |
| (752) Суламита       | 62,77 км | 2,463 а. е.     | 5,954 °           | 0,074                 | 1913         |
| (10979) Фристефенсон | 4 км     | 2,457 а. е.     | 5,555 °           | 0,082                 | 1973         |